# 캘리그램

기욤 아폴리네르가 프랑스어로 연인을 시각적으로 형상화한 캘리그램. 얼굴의 이미지 속 각 부분(예: 모자, 눈, 코, 입, 목 등)은 해당 부분과 특별히 연관된 단어들로 구성되어 있다.

캘리그램(Calligram)은 단어들이 특정 주제를 담은 이미지를 형성하도록 배열된 것을 말한다. 시, 문구, 성서 구절 일부 또는 단어 하나일 수도 있으며, 시각적 배열은 특정 서체의 사용, 서예, 손글씨 등을 바탕으로 직선이 아닌 곡선이나 비정형의 텍스트 라인, 모양을 이루는 단락 등을 활용해 이뤄질 수 있다. 단어들로 형성된 이미지는 글의 내용을 시각적으로 표현하거나, 그와 밀접하게 연관된 무언가를 나타낸다. 경우에 따라서는 일부러 텍스트와 상반된 이미지를 보여주거나 오해를 유도하기도 하며, 글에 추가적인 생각이나 의미를 더할 수도 있다.

## 대표 작가
프랑스의 시인 기욤 아폴리네르는 대표적인 캘리그램 작가로 잘 알려져 있으며, 《캘리그램》(Calligrammes, 1918년작)이라는 시집의 저자이다.
멕시코의 시인 호세 후안 타블라다는 1920년에 《리포와 기타 시들》(Li-Po y otros poemas)이라는 스페인어 캘리그램 시집을 썼다.

## 갤러리

아랍계 문자로 쓰인 호랑이 캘리그램
조지아 문자로 쓰인 뱀 캘리그램
기욤 아폴리네르의 에펠탑을 묘사한 캘리그램
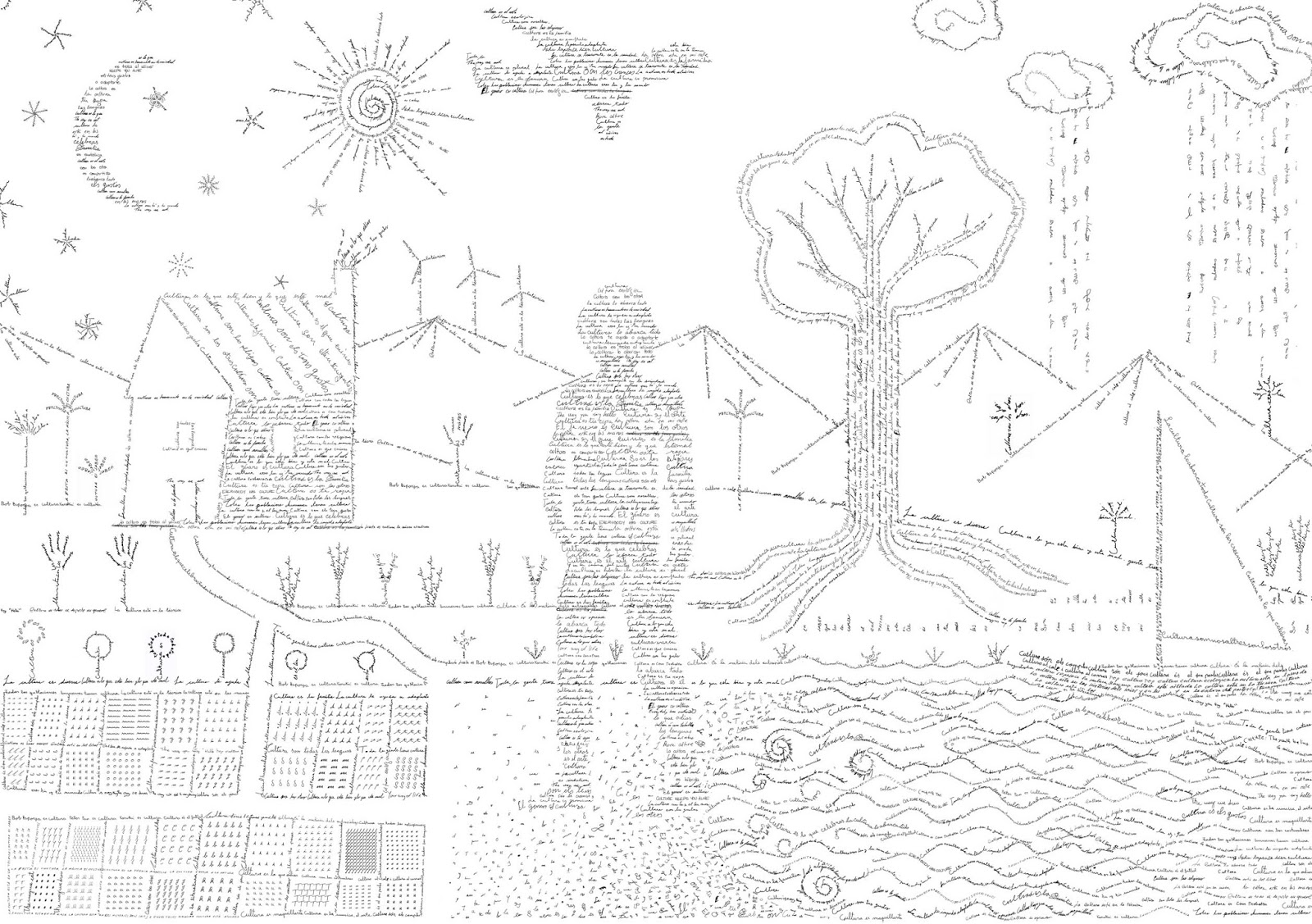
발렌시아 민속 박물관에 전시된 대형 캘리그램
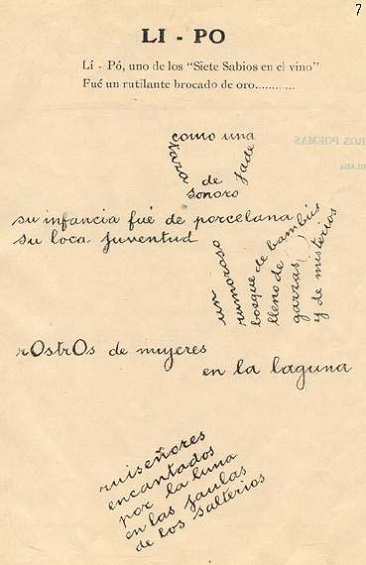
호세 후안 타블라다의 《리포와 기타 시들》이라는 시집에 수록된 캘리그램 시, 1920년
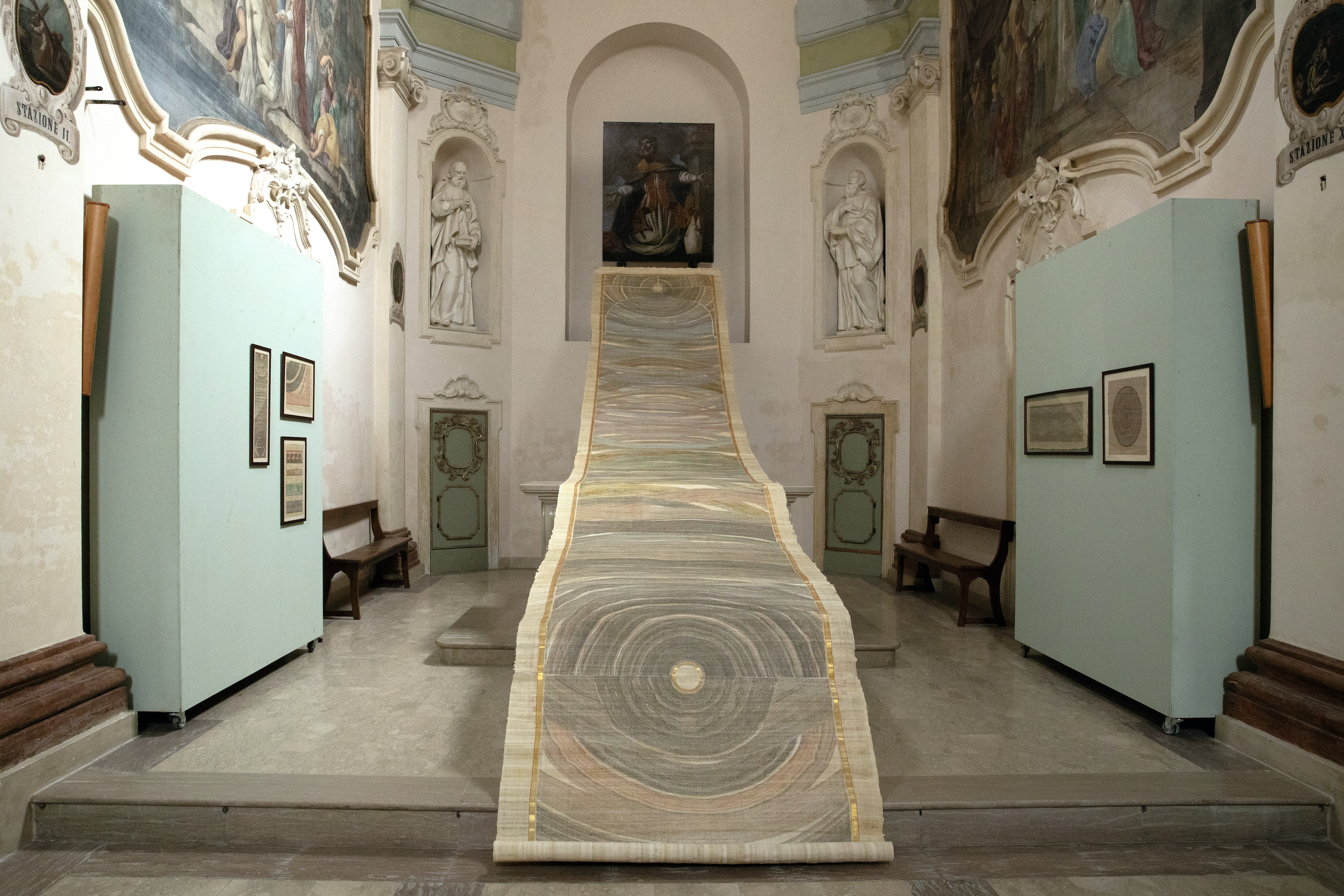
잔루카 보시(Gianluca Bosi)가 라틴어 성경으로 만든 대형 캘리그램 《성서 우주론》

## 같이 보기
- 구상시
- 세서술(마이크로그래피)
- 시각시
- 앰비그램
- 캘리그래피

## 참조 문서
- Deme, Zoltan (1995). 〈Poem-miniatures〉. 《Chords of Scales: Selected Fictions, Essays, and Studies》. Warwick Township, N.Y: Universe Pub. ISBN 9635500726. LCCN 2003278749.
- Kajima, Shōzō (1972). 《Post-War Japanese Poetry》. Harmondsworth: Penguin Books. ISBN 0140421459. OCLC 622904. (with many Japanese calligrams)
- Neef, Sonja A.J. (2000). 《Kalligramme: Zur Medialität Einer Schrift : Anhand Von Paul Van Ostaijens De Feesten Van Angst En Pijn》 (독일어). Amsterdam: ASCA Press. ISBN 90-76123-04-7.